# Régine Macé-Quinzin
Régine Macé-Quinzin, née le 18 juin 1960, est une pongiste française invalide ayant participé aux Jeux paralympiques de Sydney en 2000,. Elle est ensuite présidente de la section Tennis de table de l'Union sportive d'Ormesson-sur-Marne et responsable régionale handisport.